# Гептахор
Гептахор (от др.-греч. ἑπτά — семь и χορός — пляска) — студия музыкального движения, существовавшая в 1914 — 1935 гг.

## Описание
Создана в Петербурге С. Д. Рудневой (1890—1989) и её подругами — Н. А. Энман, Н. В. Педьковой, К. В. Тревер, И. В. Тревер, Е. В. Цинзерлинг и Ю. Ф. Тихомировой. Все они были студентками Бестужевских курсов. Название «Гептахор» — «пляска семерых», по числу участниц, — дал группе в 1918 году их профессор на Бестужевских курсах, Ф. Ф. Зелинский. Своим рождением группа обязана Айседоре Дункан, чьи выступления в Петербурге в 1908 и 1913 годах оказали большое влияние на будущих организаторов. Увлечённые искусством Дункан, а также античным искусством Древней Греции, они объединились в любительский коллектив и пытались, не подражая Дункан буквально, воспроизвести дух её танцев. Весной 1915 года началась систематическая работа и поиск оригинальной системы музыкально-пластического воспитания. В 1919—1921 годах члены «Гептахора» преподавали в школах, Институте живого слова, руководимого В. Н. Всеволодским-Гернгроссом, и Институте ритма, основанного С. Н. Волконским. В 1922 году студия была зарегистрирована как частная Студия музыкального движения, а в 1927 году получила статус Государственной студии музыкального движения.
Художественно-педагогическая практика «Гептахора» основывалась на идеях Дункан о воспитании совершенной и гармонической личности средствами свободного танца. Свой метод они назвали «музыкальным движением», чтобы подчеркнуть зависимость пластики от музыки. Стержнем творческого метода «Гептахора» была импровизация. Движение, считали они, в определенном смысле уже содержится в музыке, и танцующему остается только там его найти. Этой способности можно научить, начав с того, что они называли простым «музыкально-двигательным рефлексом». Слушая музыку, человек часто совершает мелкие, подчас незаметные для себя самого движения. Не получая продолжения, эти движения становятся потеряны для нас; их надо развить и довести до акта художественного творчества. Такой метод позволяет не только создать танец, максимально верный музыкальному произведению, но и работать над его выразительностью. Под влиянием музыки человек испытывает особые чувства и переживания, которые редко реализуются во внешних проявлениях и осознаются. Движение помогает зафиксировать эти «внутренние движения души» и прояснить их, в том числе и для самого человека. «Сделать то, что велит музыка», быть верным музыке в движениях, — цитировали они «Крейцерову сонату» Л. Н. Толстого, — значит стать верным и самому себе.
Помимо занятий музыкальным движением, студийцы занимались рисованием, изучали историю искусств и мифологию, посещали музеи, выставки, сами шили костюмы. Первый выпуск состоялся в 1926 году. Первые сценические композиции содержали, как правило, образные мотивы античных трагедий: «Сцены из Одиссеи» на музыку К.-В. Глюка, «Новогреческие песни» на мелодии греческих песен — обе в 1918 году, «Геракл в саду Гесперид» на музыку Ф. Шопена, «Каледонский грех» на музыку Ф. Шуберта, «Сказка о царевне Несмеяне» на музыку французских композиторов — все в 1923 году. Студийцы исполняли композиции собственного сочинения на музыку А. Н. Скрябина, П. Хиндемита («XX век»), Д. Д. Шостаковича.
В 1927 году, не получая поддержки, «Гептахор», как и многие другие студии, прекратил своё официальное существование. Однако творческая работа и преподавание продолжались; последнее выступление состоялось в Ленинграде в конце 1934 года. После этого «музыкальное движение» удавалось сохранять, перенеся его в детские учреждения и практикуя как метод художественного воспитания детей, начиная с дошкольного возраста. Летом 1935 года ведущие педагоги студии Руднева, В.3. Бульванкер, Л. С. Генералова и Э. М. Цильдерман-Фиш переехали из Ленинграда в Москву и начали организацию детских студий художественного движения. В 1936 году с их участием были организованы курсы руководителей детских коллективов для Московской области. После Великой Отечественной войны Руднева и Цильдерман-Фиш вели научно-методическую и педагогическую работу, в частности в МГУ. С началом хрущевской «оттепели» стало возможным создание студии для взрослых («Смотрите — музыка!», 1957—1983, руководитель Эмма Фиш). Благодаря самоотверженной работе их и их последователей, традиция музыкального движения не прервалась и продолжается многочисленными студиями и центрами (в Москве это студии «Айседора» при РУДН и «Терпсихора», Центр музыкально-пластического развития «Гептахор» им. С. Д. Рудневой, студии музыкального движения при ДТМ «Перово» и Центре эстетического развития детей «Моцарт», Дункановская студия Культурного центра на Алексеевской; в Петербурге — В. Г. Царькова и её ученики).